# Pavel Lovas
Pavel Lovas ps. „Vančo Kamenár”, (ur. 8 października 1914 w Trenczyńskich Cieplicach, zm. prawdopodobnie na terenie Słowacji po 1975) – słowacki trener piłkarski.

## Życiorys
Słowak, z zawodu technik dentystyczny, ale z zamiłowania instruktor piłkarski. W czasie wojny prawdopodobnie w oddziałach ks. Jozefa Tiso. Po wojnie w Poznaniu (jako były więzień obozu koncentracyjnego?) ukrywał się przed władzami komunistycznymi pod zmienionym nazwiskiem, znany jako Paweł Kamieniarz. W połowie lat 60. wyjechał z Polski i uzyskał obywatelstwo duńskie. W latach 70. powrócił w rodzinne strony i zamieszkał w Bratysławie. Zmarł po 1975 r., ale nie udało się ustalić daty, ani miejsca jego śmierci.

## Kariera trenerska
Pracował jako trener. Prowadził Lecha Poznań (46-47), Rymer Niedobczyce (47-48), Widzew Łódź (48-49), PTC Pabianice (49), Sokół Aleksandrów Łódzki (52-54), Granat Skarżysko-Kamienna (55-56), Stellę Gniezno (56-58), Promień Żary (58), BKS Bolesławiec (59-60).

### Kariera trenerska w ekstraklasie
W ekstraklasie prowadził zespoły Rymeru Rybnik w 6 meczach (1948) i Widzewa Łódź w 20 meczach (1948). Łączny bilans 26 meczów (6 zw. – 3 rem. – 17 por.), różnica bramek 33-94.